# پایگاه نیروی هوایی ناتال
پایگاه نیروی هوایی ناتال (به انگلیسی: Natal Air Force Base) (به زبان بومی: Base Aérea de Natal) یک فرودگاه نظامی: پایگاه نیروی هوایی با کد یاتا NAT است که یک باند فرود آسفالت دارد و طول باند آن ۲۶۰۰ متر است. این فرودگاه در کشور برزیل قرار دارد و در ارتفاع ۵۲ متری از سطح دریا واقع شده‌است.